# Пракхар

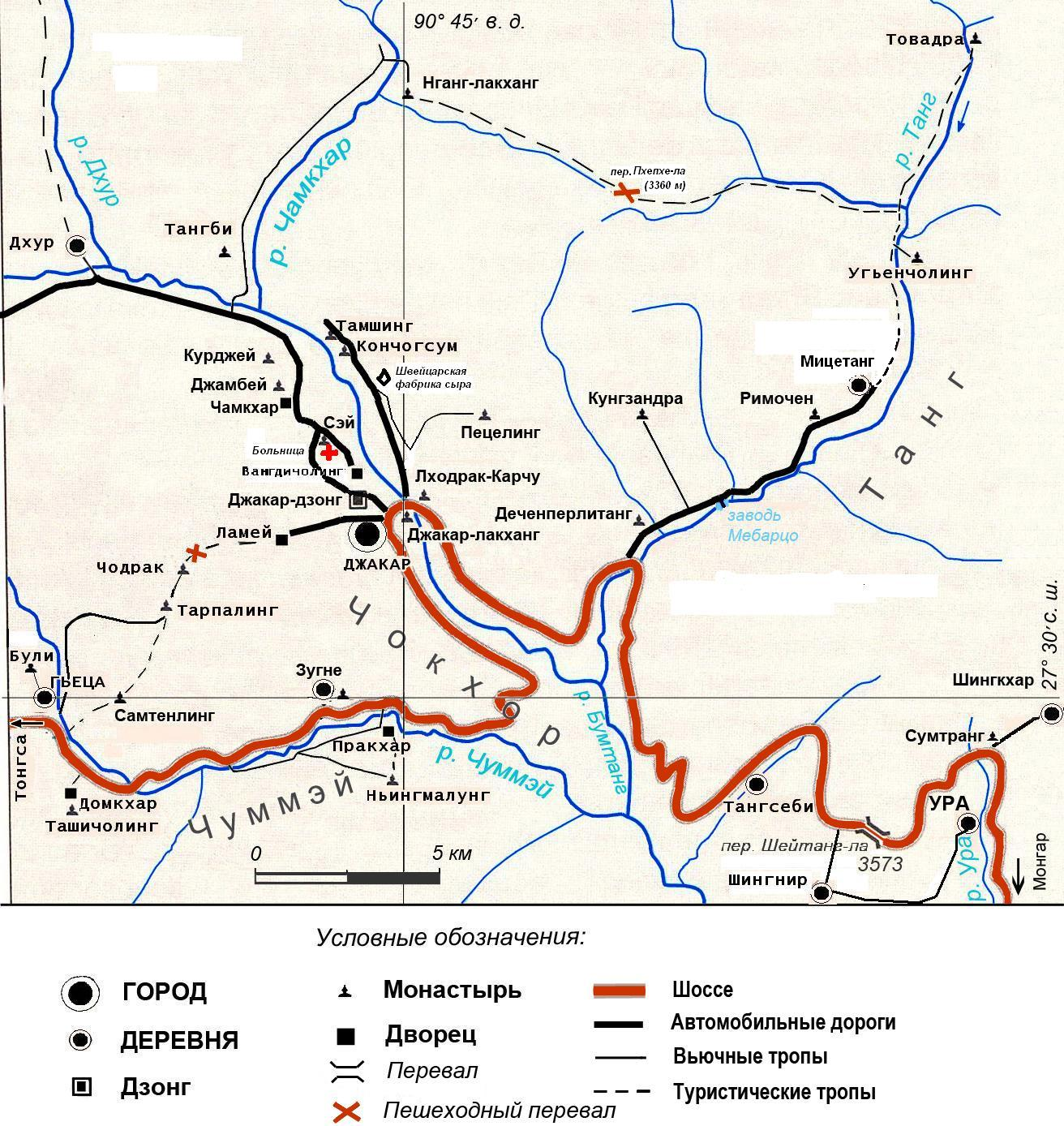
Карта центральной части Бумтанга

Пракхар Нгацанг (Дворец Белой Обезьяны) (дзонг-кэ 􀮩་དཀར།, вайли sprad kar, лат. prakar) — дворец в гевоге Чуммэй в Бумтанге, в центральном Бутане на шоссе от Тонгса к Джакару. Дворец находится в одноимённой деревне Пракхар (или Пра) на изгибе реки, при выезде из посёлка Зугне через мост. Дворец состоит из нескольких храмов и помещений, принадлежащих религиозно-аристократической династии бывших правителей долины Чуммэй, потомков Пемы Лингпа. В Пракхаре находятся храмы школы Ньингма.
Дворец посвящён памяти Тунце Дава Гьяцена (ཐུགས་སྲས་ཟླ་བ་རྒྱལ་མཚན) (1499-?), сына Пемы Лингпа. В его память проводится ежегодный праздник (цечу) Пракар Дурчо, 17—18 дня девятого месяца по тибетскому календарю, ритуалы и танцы исполняются монахами соседнего монастыря Ньингмалунг-лакханг.
Самый старый храм во дворце — Жа-лакханг — сохранил особенности бутанской архитектуры XVI века. Во дворце хранится множество уникальных реликвий и произведений искусства.

## История
Дворец построил Тенпе Ньима (род. 1569), внук Пемы Лингпа, в конце XVI века. По легенде, Тенпе Ньима получил пророческое видение, в котором указывалось место будущего дворца в долине Чуммэй у слияния двух рек за чёрной скалой. Он начал строительство, но храм стал очень быстро расти, и окрестные жители увидели белых обезьян, которые приходили работать по ночам. Отсюда пошло название дворца (Дворец Белой Обезьяны).
Первый храм, который был тогда построен — Жа-лакханг — высотой в три этажа, верхний этаж расписан жизнеописанием Падмасамбхавы.
Нгацанг — основное здание дворца — был построен в 1930-е годы дашо Гомно Дорджи, правителем Чуммэй, также потомком Пемы Лингпа. Нгацанг характерен внушительной башней (уце) с двумя храмовыми помещениями. В самом большом — роспись на тему учения Падмасамбхавы.
Рядом с главным зданием — храм, внутри которого помещен чортен, в котором похоронен Тунце Дава Ньяцен, отец Тенпе Ньима. Храм восстанавливала старшая жена Второго короля Бутана аши Пунцо Чогрон (1911—2003), сестра дашо Гомно Дорджи. Она же построила водную молитвенную мельницу.